# Idioma ilocano
El ilocano, también llamado iloko e ilokano, se refiere a la lengua y cultura asociada con los ilocanos, el tercer grupo étnico más grande de las islas Filipinas. El área natal de la población ilocana se encuentra en el noroeste de la isla de Luzón y constituye la identidad definitoria de la Región de Ilocos (Región I). El primer periódico ilocano se publicó en 1889, en lengua española, portando ese mismo nombre gentilicio: El Ilocano, editado por Isabelo de los Reyes.

## Historia
Los ilocanos son descendientes de los malayos que emigraron y colonizaron el noroeste de las Filipinas durante siglos. Las familias y los clanes llegaron por el viray o bilog, significando el barco. La palabra ilocano viene de i, significando "de", y looc, significando "la cala o la bahía", así "la gente de la bahía." Los ilocanos también se refieren a ellos mismos como Samtoy, una contracción de la frase ilocano saö mi ditoy, significando "nuestra lengua aquí".
Los ilocanos ocupan una tierra estrecha y estéril en la punta noroeste de Luzón, en medio la sierra de Cordillera al este y el mar de la China meridional al oeste. Esta geografía inhóspita y áspera moldeó a una gente conocida por su industria tenaz y frugalidad. Esto también indujo a los ilocanos a hacerse una gente migratoria, siempre buscando mejores oportunidades.
Los pioneros ilocanos afluyeron al valle más fértil de Cagayán y las llanuras de la provincia de Pangasinán durante el siglo XVIII y el siglo XIX y ahora constituyen una mayoría en muchas de estos lugares. En el siglo XX, muchas familias se trasladaron al sur a Mindanao. Ellos fueron el primer grupo filipino étnico en inmigrar en masa a Norteamérica, formando comunidades importantes en los estados de Hawái, California, Washington y Alaska en Estados Unidos. Pueden ser también encontrado en el Oriente Medio, Hong Kong, Japón, Canadá y Europa.

## Clasificación
El ilocano es una lengua de la familia austronesia, hablada en el norte de Luzón y en varias partes del país así como en otras partes del mundo. Se emplea como lengua franca en la región del norte, es usada como segunda lengua por otros grupos como el pangasinan, ibanags, ivatans y varias tribus étnicas de la Provincia de Montaña y Zambales. Es hablado por aproximadamente nueve millones de personas.

### Dialectos
Los lingüistas reconocen dos grupos dialectales primarios del idioma ilocano: norteño y sureño. En general, se caracterizan los subgrupos de dialectos del norte por la realización de la vocal e como una vocal semiabierta anterior no redondeada, o mejor, [ɛ]. La pronunciación es semejante a la palabra inglesa bed. No existe una vocal equivalente en el idioma castellano.
En los grupos dialectales sureños, la letra e tiene dos realizaciones. En palabras de origen español o de origen extranjero, se realiza [ɛ] así como en los dialectos norteños. Sin embargo, en palabras indígenas, la letra e se realiza como una vocal cerrada posterior no redondeada, o mejor, [ɯ]. Se encuentra esta vocal en muchos idiomas filipinos, por ejemplo en el idioma de los kinaray-a, así como en otros idiomas extranjeros, por ejemplo en el japonés y en el turco.

## Ortografía

### Precolonial
Antes de la llegada de los europeos, los ilocanos precoloniales de todas las clases sociales escribían con un sistema silábico, o mejor dicho un abugida o silabario. Este sistema era semejante a la escritura tagala y la de los pangasinenses. Cada carácter de estos abugidas significaban una secuencia de un consonante seguido por una vocal, CV, entonces una sílaba. Es posible que el idioma de origen de este sistema no necesitaba escribir consonantes de coda porque su propia fonología no las permitían. Sin embargo, las sílabas de los idiomas filipinos terminan en un consonante y tienen sílabas cerradas. Para los escritores, no había ningún método para indicar la ausencia de la vocal. En muchos casos, el lector tenía que adivinar si la sílaba terminaba en una vocal o en un consonante.
De otra manera, el sistema de los ilocanos es el primero que designó los consonantes de coda con una marca diacrítica - un virama en forma de cruz, exhibida en La Doctrina Cristiana del año 1621, una de las publicaciones ilocanas más viejas que aún existen. La virama escrita abajo de la letra siginificaba que no realizaba la vocal, la negaba.

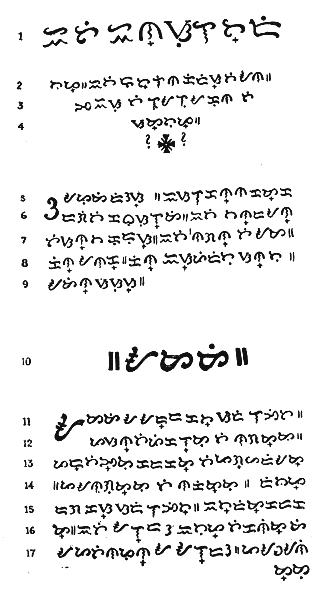
La oración El Padre Nuestro del libro Doctrina Cristiana, 1621.

### La época colonial
Después de la llegada de los españoles a las islas, el sistema silábico fue abandonado por la versión española del alfabeto latino.

### Hoy día
Hay dos sistemas en uso: uno basado en el español y otro en el tagalo. En el sistema español, las palabras de origen español mantuvieron sus formas, es decir que las palabras indígenas se adaptaron a las reglas y peculiaridades del español. Actualmente, solo lo usa la gente mayor y en publicaciones antiguas.
A diferencia del sistema español, el basado en el tagalo es más fonético. Cada letra tiene solo un valor fonético, y refleja la verdadera realización de la palabra.1 Sin embargo, la combinación de las letras ng es un dígrafo. Sigue después de la letra n en la alfabetización. Resulta que numo (humildad) aparece antes de ngalngal (mascar) en los nuevos diccionarios. El impacto sobre las palabras de origen extranjero, las más comunes provienen del español, es que necesitarán cambiar sus formas para reflejar la fonología ilocana mejor. La revista ilocana Bannawag 'El amanecer' usa este sistema.

#### Comparación
| Comentario         | Español    | Ilocano    | Traducción |
| ------------------ | ---------- | ---------- | ---------- |
| c -> k             | tucac      | tukak      | rana       |
| ci, ce -> si, se   | acero      | asero      | acero      |
| ch -> ts           | coche      | kotse      | coche      |
| f -> p 2           | familia    | pamilia    | familia    |
| gui, gue -> gi, ge | daguiti    | dagiti     | los/las    |
| ge, gi -> he, hi 3 | página     | pahina     | página     |
| h -> 0             | horas      | oras       | hora       |
| j -> h 3           | juez       | hues       | juez       |
| ll -> li           | caballo    | kabalio    | caballo    |
| ñ -> ni            | baño       | banio      | baño       |
| ñg -> ng           | ngioat     | ngiwat     | boca       |
| Vo(V) -> Vw(V)     | aoan aldao | awan aldaw | no hay día |
| qui, que -> ki, ke | iquet      | iket       | tía        |
| v -> b             | voces      | boses      | voz        |
| z -> s             | zapatos    | sapatos    | zapato     |

Notas

## Gramática

### Tipología
El idioma ilocano emplea una estructura de predicado inicial. Es decir que el verbo o el adjetivo occure en la posición inicial en la cláusula. Y después, sigue lo demás de la oración.
El ilocano usa un sistema complejo de afijos (prefijos, sufijos, infijos y enclíticos) y reduplicación para indicar una gran variedad de categorías gramaticales.

### Pronombres
Los pronombres ilocanos distinguen entre tres casos: absolutivo, ergativo y oblicuo. También, distinguen entre tres números: singular, dual y plural. La 1.ª persona dual solo incluye el que habla y el que escucha. Mientras que la 1.ª persona plural distigue inclusión: inclusivo (tú y yo, compárase con la 1.ª persona dual) y exclusivo (ellos y yo).
|                             | Absolutivo independiente | Absolutivo enclítico | Ergativo | Oblicuo   |
| --------------------------- | ------------------------ | -------------------- | -------- | --------- |
| 1ª persona singular         | siák 4                   | -ak                  | -k(o)5   | kaniák    |
| 1ª persona dual             | datá, sitá 4             | -ta                  | -ta      | kadatá    |
| 2ª persona singular         | siká 4                   | -ka                  | -m(o)5   | kenká     |
| 3ª persona singular         | isú(na)                  | -                    | -na      | kenkuána  |
| 1ª persona plural inclusivo | datayó, sitayó 4         | -tayó                | -tayó    | kadatayó  |
| 1ª persona plural exclusivo | dakamí, sikamí 4         | -kamí                | -mi      | kadakamí  |
| 2ª persona plural           | dakayó, sikayó 4         | -kayó                | -yo      | kadakayó  |
| 3ª persona plural           | isúda                    | -da                  | -da      | kadakuáda |

Los pronombres absolutivos tienen dos formas: independiente y enclítico.
Los pronombres independientes no son ligados a ninguna palabra.
Siák ti gayyem ni Juan.

"Yo soy el amigo de Juan."
Dakamí ti napan idiay Laoag.

"Somos los que fueron a Laoag."
Los enclíticos se ligan a la palabra anterior.
Gumatgatangak iti saba.

"Yo estoy comprando plátanos."
Agawidkayonto kadi no Sabado?

"¿Vuelvan todos ustedes el sábado?"
Los pronombres en el caso "genitivo" son ligados a nombres en referencia a lo posesado, o son ligados a los verbos para indicar el caso ergativo.
Los pronombres -mo y -ko son reducidos a -m y -k después de vocales.
Napintas ti balaymo.
"Su casa es bella."
Ayanna daydiay asok?
"¿Dónde está aquel perro mío?"
Basbasaenda ti diario.
"Ellos leen el diario."
Pronombres oblicuos indica el objeto indirecto.
Intedna kaniak.

"Él me lo dio."
Imbagam kaniana!

"¡Se lo dijiste a ella!"